# Heinrich zu Dohna-Wundlacken
Heinrich Ludwig Adolph zu Dohna-Wundlacken (né le 16 mai 1777 à Mohrungen, Prusse-Orientale et mort le 20 septembre 1843) est un officier et fonctionnaire prussien.

## Origine
Heinrich comte zu Dohna-Wundlacken est le fils du burgrave Ludwig comte von Dohna-Wundlacken (1733–1787), le frère cadet suivant d'August von Dohna-Lauck et d'Amalie Wilhelmine von Waldburg (1753–1793). Il a deux sœurs :
- Amalie Friederike Ottilie (1784–1808) mariée en 1784 avec le comte Christoph Emil Alexander Leopold von Dohna-Lauck
- Dorothea Teófila Paulina Ludovica (1786–1855) mariée en 1786 avec le burgrave Alexander Fabian zu Dohna-Schlobitten (1781–1850)[2].

## Biographie
Heinrich comte zu Dohna-Wundlacken étudie de 1791 à 1795 à l'Université de Königsberg. Son professeur est , entre autres, Emmanuel Kant. Pendant ses années d'étudiant, le comte zu Dohna-Wundlacken écrit un certain nombre de notes de cours sur ses conférences dans les années 1791 à 1793. Certains de ces livrets sont encore conservés aujourd'hui. En 1802 il devient conseiller de guerre et de domaine à Königsberg.
En 1809, Dohna-Wundlacken est appelée à Berlin en tant que membre du Conseil d'État. Pendant les guerres napoléoniennes, il sert sous les ordres de son beau-frère Ludwig Adolf Wilhelm von Lützow comme officier dans le corps franc Lützow, plus tard le 25e régiment d'infanterie (de) .
De 1815 à 1831, Dohna-Wundlacken est président du district de Köslin. En 1835, il s'installe à Königsberg au même poste, où il est également nommé Obermarschall en 1834. En 1843, il est brièvement président du consistoire provincial de la province ecclésiastique de Prusse-Orientale avec le rang d'Oberpresident.
Heinrich comte zu Dohna-Wundlacken se marie deux fois. Il se marie le 29 août 1812 avec Wilhelmine Sophie baronne von Lützow (de) (née le 2 mai 1784 et morte le 10 janvier 1837) et sa seconde épouse est Constança Hermínia von Dohna-Reichertswalde (née le 29 octobre 1807 et morte le 29 décembre 1882).